# Lactoria paschae
Lactoria paschae és una espècie de peix de la família dels ostràcids i de l'ordre dels tetraodontiformes.

## Hàbitat
És un peix marí, de clima subtropical i associat als esculls de corall.

## Distribució geogràfica
Es troba al Pacífic sud-oriental: Illa de Pasqua (Xile).

## Observacions
És inofensiu per als humans.